# Salvadoracris nigritus
Salvadoracris nigritus is een rechtvleugelig insect uit de familie veldsprinkhanen (Acrididae). De wetenschappelijke naam van deze soort is voor het eerst geldig gepubliceerd in 2006 door Matiotti da Costa & Silva Carvalho.